# Die Welt
Die Welt, njemački Svijet, njemačke dnevne novine konzervativne uređivačke politike. Prvi broj izašao je 2. travnja 1946. godine u Hamburgu, a tiskale su ga britanske okupacijske snage s ciljem stvaranja "kvalitetnih novina" po uzoru na The Times. Za vremena okupacije imale su nakladu od milijun primjeraka dnevno.
Danas novine imaju nakladu od oko 180 000 primjeraka dnevno.
Uređivačkom politikom slične su britanskom The Daily Telegraphu, francuskom Le Figaru i španjolskom ABC-u.

## Vanjske poveznice
- Službene stranice (njem.)